# Seznam léčivých rostlin, P
Toto je seznam léčivých rostlin, jejichž český název začíná písmenem P.

CELÝ SEZNAM A-B-C-Č-D+Ď-E+F+G-H-Ch+I+J-K-L-M-N+O-P-R+Ř-S+Š-T+U-V+W+Y-Z+Ž

## P
| Český název (další českojazyčné a lidové názvy) | Vědecký název                                 | Užívaná část                           | Lékopisný název                                                               | Charakteristika účinků a použití                                                                | Botanické vyobrazení nebo fotka |
| --- | --------------------------------------------- | -------------------------------------- | ----------------------------------------------------------------------------- | ----------------------------------------------------------------------------------------------- | ------------------------------- |
| Pablen kraňský (lilek ospalý) | Scopolia carniolica (Jacq.)                   |                                        |                                                                               |                                                                                                 |                                 |
| Pačule obecná (pačuli, drávidski, patšuli) | Pogostemon cablin (Blanco) (Benth)            |                                        |                                                                               |                                                                                                 |                                 |
| Pakmín větší | Ammi majus (L.)                               |                                        |                                                                               |                                                                                                 |                                 |
| Palečkovec obecný | Cynodon dactylon (L.) (Pers.)                 |                                        |                                                                               |                                                                                                 |                                 |
| Pámelník bílý (pámelník poříční, práskavka, prskačka, prskavka) | Symphoricarpos albus (L.) (S.F.Blake)         |                                        |                                                                               |                                                                                                 |                                 |
| Pampeliška lékařská (hadí mlíčí, kačenec, kněžská pleš, lucerničky, lví/psí zub, majíček, mlíčák, mléčný lupen, mnišská hlava, odvančík, pampališka, pampelíček, pamprlice, pampuška, plečka obecná, pleska, počůránek … | Taraxacum officinale (G.H. Weber) (Wiggers)   |                                        |                                                                               |                                                                                                 |                                 |
| Pampeliška podzimní (odvančík, máchelka podzimní) | Leontodon autumnalis (L.)                     |                                        |                                                                               |                                                                                                 |                                 |
| Pandán libovonný | Pandanus fascicularis (Lam.)                  |                                        |                                                                               |                                                                                                 |                                 |
| Pantoflíček mnohokořenný | Calceolaria polyrrhiza (Cav.)                 |                                        |                                                                               |                                                                                                 |                                 |
| Papája melounová | Carica papaya (L.)                            |                                        |                                                                               |                                                                                                 |                                 |
| Papírovník čínský | Broussonetia papyrifera (L.) (L'Hér.) (Vent.) |                                        |                                                                               |                                                                                                 |                                 |
| Paprika setá | Capsicum annum (L.)                           |                                        |                                                                               |                                                                                                 |                                 |
| Paprika křovitá | Capsicum frutescens (L.)                      |                                        |                                                                               |                                                                                                 |                                 |
| Parcha saflorovitá (leuzea šustivá, maralí kořen, parchya světlicová, rapontika, saflor) | Rhaponticum carthamoides (Willd.) Iljin       |                                        |                                                                               |                                                                                                 |                                 |
| Pastiňák setý | Pastinaca sativa (L.)                         |                                        |                                                                               |                                                                                                 |                                 |
| Pavinec horský (chamúz, chudina, jasionka) | Jasione montana (L.)                          |                                        |                                                                               |                                                                                                 |                                 |
| pavlovnie plstnatá (paulovnie, zvonkový strom) | Paulownia tomentosa (Thunb.) (Steud.)         |                                        |                                                                               |                                                                                                 |                                 |
| Paznehtník měkký (kardobenedykt, vlašský/medvědí/pazneht) | Acanthus mollis (L.)                          | kořen                                  |                                                                               | léčení průjmů                                                                                   |                                 |
| Pažitka pobřežní (pažitka setá, luček, luk, šnitlink, šnytlík) | Allium schoenoprasum (L.)                     |                                        |                                                                               |                                                                                                 |                                 |
| Pelargonie vonná | Pelargonium odoratissimum (L.) (L'Hér.) (Ait) |                                        |                                                                               |                                                                                                 |                                 |
| Pelyněk brotan | Artemisia abrotanum (L.)                      |                                        |                                                                               |                                                                                                 |                                 |
| Pelyněk cicvárový | Artemisia cina (O.Berg) (C.F.Schmidt)         |                                        |                                                                               |                                                                                                 |                                 |
| Pelyněk černobýl | Artemisia vulgaris (L.)                       | nať, čerstvý oddenek                   | Herba artemisiae, Artemisia vulgaris                                          | posiluje žaludek a tvorbu žluče, pomocný prostředek při křečích                                 |                                 |
| Pelyněk estragon | Artemisia dracunculus (L.)                    |                                        |                                                                               |                                                                                                 |                                 |
| Pelyněk ladní | Artemisia campestris (L.)                     |                                        |                                                                               |                                                                                                 |                                 |
| Pelyněk pontický | Artemisia pontica (L.)                        |                                        |                                                                               |                                                                                                 |                                 |
| Pelyněk pravý (absint, peluň) | Artemisia absinthium (L.)                     | celá rostlina, silice , čerstvé květy  | Herba absinthii, Etheroleum absinthii aethericum, Absinthium                  | podpora trávení a zažívání                                                                      |                                 |
| Pennisetum (černošské proso, dochan) | Pennisetum glaucum (L.) (R.Br.)               |                                        |                                                                               |                                                                                                 |                                 |
| Pěnišník chlupatý | Rhododendron hirsutum (L.)                    |                                        |                                                                               |                                                                                                 |                                 |
| Penízek rolní (holubí vole, luptík, štěničník, taštičky, zmadina) | Thlaspi arvense (L.)                          |                                        |                                                                               |                                                                                                 |                                 |
| Pepřovník černý (pepř černý, pepřovník obecný) | Piper nigrum (L.)                             |                                        |                                                                               |                                                                                                 |                                 |
| Pepřovník kubéba (pepř stopkatý) | Piper cubeba (L.f.)                           |                                        |                                                                               |                                                                                                 |                                 |
| Pepřovník opojný (arwa, kava-kava, kawa-kawa) | Piper methysticum (G.Forst.)                  |                                        |                                                                               |                                                                                                 |                                 |
| Pepřovec balzámový (americký mastix, červený pepř, kalifornský pepř) | Schinus molle (L.)                            |                                        |                                                                               |                                                                                                 |                                 |
| Pérovník pštrosí (pštrosové pero) | Matteuccia struthiopteris (L.) (Tod.)         |                                        |                                                                               |                                                                                                 |                                 |
| Pětikřídlatec vonný (borneol, kafr bornejský, kafr sumaterský) | Dryobalanops aromatica (C.F.Gaertn.)          |                                        |                                                                               |                                                                                                 | [[Soubor:\|100px]]              |
| Pětiprstka žežulník | Gymnadenia conopsea (L.) (R.Br.)              |                                        |                                                                               |                                                                                                 |                                 |
| Petržel obecná | Petroselinum crispum (Mill.) (A.W.Hill)       |                                        |                                                                               |                                                                                                 |                                 |
| Pěťour maloúborný | Galinsoga parviflora (Cav.)                   |                                        |                                                                               |                                                                                                 |                                 |
| Pcháč oset | Cirsium arvense (L.) (Scop.)                  |                                        |                                                                               |                                                                                                 |                                 |
| Pcháč zelinný | Cirsium oleraceum Sturm07.jpg (L.) (Scop.)    |                                        |                                                                               |                                                                                                 |                                 |
| Pilát lékařský | Anchusa officinalis (L.)                      |                                        |                                                                               |                                                                                                 |                                 |
| Pimentovník ostrý | Pimenta racemosa (P.Mill.) (J.W.Moore)        |                                        |                                                                               |                                                                                                 |                                 |
| Pimentovník pravý | Pimenta dioica (L.) (Merr.)                   |                                        |                                                                               |                                                                                                 |                                 |
| Pipla osmahlá (liščí ocas) | Nonea pulla (L.) (DC.)                        |                                        |                                                                               |                                                                                                 |                                 |
| Písečnatka nejmenší | Arnoseris minima (L.) (Schweigg.) (Körte])    |                                        |                                                                               |                                                                                                 |                                 |
| Pískavice řecké seno | Trigonella foenum-graecum (L.)                | semena, zralá semena                   | Semen foenumgracei, Foenum graceum                                            | vnitřne – posilující prostředek zevně – hojivé účinky na vředy záněty a zduřeniny               |                                 |
| Pistácie lentišek (řečík lentišek) | Pistacia lentiscus                            |                                        |                                                                               |                                                                                                 |                                 |
| Pistácie pravá (řečík pistáciový) | Pistacia vera (L.)                            |                                        |                                                                               |                                                                                                 |                                 |
| Pistácie terebintová (řečík terebintový) | Pistacia terebinthus (L,)                     |                                        |                                                                               |                                                                                                 |                                 |
| Pivoňka lékařská | Paeonia officinalis (L.)                      |                                        |                                                                               |                                                                                                 |                                 |
| Pižmovka mošusová | Adoxa moschatellina (L.)                      |                                        |                                                                               |                                                                                                 |                                 |
| Plamének plotní | Clematis vitalba (L.)                         |                                        |                                                                               |                                                                                                 |                                 |
| Plamének přímý | Clematis recta (L.)                           |                                        |                                                                               |                                                                                                 |                                 |
| Planika velkoplodá | Arbutus unedo (L.)                            |                                        |                                                                               |                                                                                                 |                                 |
| Platan javorolistý | Platanus × hispanica (Münchh.)                |                                        |                                                                               |                                                                                                 |                                 |
| Plavuň vidlačka | Lycopodium clavatum (L.)                      |                                        |                                                                               |                                                                                                 |                                 |
| Pleskanka mexická (pleskanka kolcatá, mákovník) | Argemone mexicana (L.)                        |                                        |                                                                               |                                                                                                 |                                 |
| Plesnivec alpský | Leontopodium alpinum (Colm.) (Cass.)          |                                        |                                                                               |                                                                                                 |                                 |
| Plicník lékařský (hvězdoš, korálky) | Pulmonaria officinalis (L.)                   |                                        |                                                                               |                                                                                                 |                                 |
| Ploník obecný | Polytrichum commune (Hedw.)                   |                                        |                                                                               |                                                                                                 |                                 |
| Ploštičník hroznatý | Actaea racemosa (L.)                          |                                        |                                                                               |                                                                                                 |                                 |
| Plumerie červená | Plumeria rubra (L.)                           |                                        |                                                                               |                                                                                                 |                                 |
| Pobřežnice obecná | Pellia epiphylla (L.) (Corda)                 |                                        |                                                                               |                                                                                                 |                                 |
| Podběl lékařský (podbílek, úbytník) | Tussilago farfara (L.)                        |                                        |                                                                               |                                                                                                 |                                 |
| Podbělice alpská | Homogyne alpina (L.) (Cass.)                  |                                        |                                                                               |                                                                                                 |                                 |
| Podbílek šupinatý | Lathraea squamaria (L.)                       |                                        |                                                                               |                                                                                                 |                                 |
| Podénka virginská (podeňka virginská) | Tradescantia virginiana (L.)                  |                                        |                                                                               |                                                                                                 |                                 |
| Podkovka chocholatá | Hippocrepis comosa (L.)                       |                                        |                                                                               |                                                                                                 |                                 |
| Podražec křovištní | Aristolochia clematitis                       |                                        |                                                                               |                                                                                                 |                                 |
| Podražec užovník | Aristolochia serpentaria (L.)                 |                                        |                                                                               |                                                                                                 |                                 |
| Podzemnice olejná | Arachis hypogaea (L.)                         | podzemnicový olej                      | Arachis oil hydrogenat                                                        |                                                                                                 |                                 |
| Poháňka hřebenitá | Cynosurus cristatus (L.)                      |                                        |                                                                               |                                                                                                 |                                 |
| Pohanka obecná | Fagopyrum esculentum (Moench.)                |                                        |                                                                               |                                                                                                 |                                 |
| Pohanka tatarská | Fagopyrum tataricum (L.) (Gaertn.)            |                                        |                                                                               |                                                                                                 |                                 |
| Pohanka svlačcovitá (opletka obecná) | Fallopia convolvulus (L.) (Á.Löve)            |                                        |                                                                               |                                                                                                 |                                 |
| Pokřín lékařský (mandragora lékařská) | Mandragora officinarum (L.)                   |                                        |                                                                               |                                                                                                 |                                 |
| Pomerančovník čínský | Citrus sinensis (L.) (Osbeck)                 |                                        |                                                                               |                                                                                                 |                                 |
| Pomněnka bahenní (kašička, nebeklíček, rybí/vraní/žabí očko) | Myosotis palustris (L.)                       |                                        |                                                                               |                                                                                                 |                                 |
| Popelivka sibiřská | Ligularia sibirica (L.) (Cass.)               |                                        |                                                                               |                                                                                                 |                                 |
| Popenec obecný (popenec břečťanolistý) | Glechoma hederacea                            |                                        |                                                                               |                                                                                                 |                                 |
| Pór zahradní | Allium porrum (L.)                            |                                        |                                                                               |                                                                                                 |                                 |
| Portulák setý (štrucha zelná) | Portulaca oleracea (L.)                       |                                        |                                                                               |                                                                                                 |                                 |
| Posed bílý | Bryonia alba (L.)                             |                                        |                                                                               |                                                                                                 |                                 |
| Posed dvoudomý | Bryonia dioica (Jacq.)                        |                                        |                                                                               |                                                                                                 |                                 |
| Potměchuť popínavá (lilek potměchuť) | Solanum dulcamara (L.)                        |                                        |                                                                               |                                                                                                 |                                 |
| Potočnice lékařská (řeřišnice potoční) | Nasturtium officinale (R. Br.)                |                                        |                                                                               |                                                                                                 |                                 |
| Povijnice batátová (povijnice jedlá) | Ipomoea batatas (L.) (Lam.)                   |                                        |                                                                               |                                                                                                 |                                 |
| Prasetník plamatý | Hypochaeris maculata (L.)                     |                                        |                                                                               |                                                                                                 |                                 |
| Prasetník jednoúborný | Hypochaeris uniflora (Vill.)                  |                                        |                                                                               |                                                                                                 |                                 |
| Prasetník lysý | Hypochaeris glabra (L.)                       |                                        |                                                                               |                                                                                                 |                                 |
| Prha arnika (prha chlumní, arnika) | Arnica montana (L.)                           | květ                                   | Arnicae flos                                                                  |                                                                                                 |                                 |
| Prorostlík okrouhlolistý | Bupleurum rotundifolium (L.)                  |                                        |                                                                               |                                                                                                 |                                 |
| Prorostlík srpovitý | Bupleurum falcatum (L.)                       |                                        |                                                                               |                                                                                                 |                                 |
| Prorostlík nejtenčí | Bupleurum tenuissimum (L.)                    |                                        |                                                                               |                                                                                                 |                                 |
| Proskurník růžový (topolovka růžová) | Althaea rosea (L.)                            |                                        |                                                                               |                                                                                                 |                                 |
| Proskurník lékařský (ibišek, římský sléz, slézová růže) | Althaea officinalis (L.)                      | kořen, listy a květy, čerstvý kořen    | Radix altheae, Folia et Flores althaeae, Althaea                              | zklidňující kašel, ochrana žaludeční sliznice                                                   |                                 |
| Proso seté | Panicum miliaceum (L.)                        |                                        |                                                                               |                                                                                                 |                                 |
| Protěž dvoudomá (kociánek dvoudomý) | Antennaria dioica (L.) (Gaertn.)              |                                        |                                                                               |                                                                                                 |                                 |
| Protěž písečná (smil písečný) | Helichrysum arenarium (L.) (Moench)           |                                        |                                                                               |                                                                                                 |                                 |
| Protěž bahenní | Gnaphalium uliginosum (L.)                    |                                        |                                                                               |                                                                                                 |                                 |
| Prustka obecná | Hippuris vulgaris (L.)                        |                                        |                                                                               |                                                                                                 |                                 |
| Průtržník lysý | Herniaria glabra (L.)                         |                                        |                                                                               |                                                                                                 |                                 |
| Prvosenka lysá | Primula auricula (L.)                         |                                        |                                                                               |                                                                                                 |                                 |
| Prvosenka jarní (petrklíč) | Primula veris (L.)                            |                                        |                                                                               |                                                                                                 |                                 |
| Pryskyřník hlíznatý (pryskyřník bambulinatý) | Ranunculus bulbosus (L.)                      |                                        |                                                                               |                                                                                                 |                                 |
| Pryskyřník ledvinitý | Ranunculus thora (L.)                         |                                        |                                                                               |                                                                                                 |                                 |
| Pryskyřník lítý | Ranunculus sceleratus (L.)                    |                                        |                                                                               |                                                                                                 |                                 |
| Pryskyřník plamének | Ranunculus flammula (L.)                      |                                        |                                                                               |                                                                                                 |                                 |
| Pryskyřník plazivý (pryskyřník kořenující) | Ranunculus reptans (L.)                       |                                        |                                                                               |                                                                                                 |                                 |
| Pryskyřník prudký | Ranunculus acris (L.)                         |                                        |                                                                               |                                                                                                 |                                 |
| Pryskyřník rolní | Ranunculus arvensis (L.)                      |                                        |                                                                               |                                                                                                 |                                 |
| Pryskyřník velký | Ranunculus lingua (L.)                        |                                        |                                                                               |                                                                                                 |                                 |
| Pryšec chvojka | Euphorbia cyparissias (L.)                    |                                        |                                                                               |                                                                                                 |                                 |
| Pryšec kolovratec | Euphorbia helioscopia (L.)                    |                                        |                                                                               |                                                                                                 |                                 |
| Pryšec plstnatý | Chamaesyce hirta (L.) (Millsp.)               |                                        |                                                                               |                                                                                                 |                                 |
| Pryšec sličný (p. nádherný) | Euphorbia pulcherrima (Willd.) (Klotzsch)     |                                        |                                                                               |                                                                                                 |                                 |
| Přeslička rolní (přáska, stolička) | Equisetum arvense (L.)                        | nať, čerstvá rostlina                  | Herba equiseti, Equisetum arvense                                             | zevně prostředek na rány tišící krvácení, vnitřně při rekonvalescenci plic, dehydratační účinky |                                 |
| Přeslička zimní | Equisetum hyemale                             |                                        |                                                                               |                                                                                                 |                                 |
| Přesličník přesličkolistý | Casuarina equisetifolia (L.)                  |                                        |                                                                               |                                                                                                 |                                 |
| Přestup lékařský | Smilax officinalis (Kunth)                    |                                        |                                                                               |                                                                                                 | [[Soubor:\|100px]]              |
| Psárka luční | Alopecurus pratensis (L.)                     |                                        |                                                                               |                                                                                                 |                                 |
| Psineček bílý (psineček výběžkatý) | Agrostis stolonifera (L.)                     |                                        |                                                                               |                                                                                                 |                                 |
| Psineček obecný | Agrostis capillaris (L.)                      |                                        |                                                                               |                                                                                                 |                                 |
| Pstroček dvoulistý | Maianthemum bifolium (L.) (F.W.Schmidt)       |                                        |                                                                               |                                                                                                 |                                 |
| Pšenice naduřelá (pšenice anglická, pšenice polská, pšenice tvrdá) | Triticum turgidum (L.)                        |                                        |                                                                               |                                                                                                 |                                 |
| Pšenice jednozrnná | Triticum monococcum (L.)                      |                                        |                                                                               |                                                                                                 |                                 |
| Pšenice shloučená | Triticum compactum (Host)                     |                                        |                                                                               |                                                                                                 |                                 |
| Pšenice setá | Triticum aestivum (L.)                        | olej z klíčků                          | Tritici oleum virginale, Tritici oleum raffinatum                             |                                                                                                 |                                 |
| Pšenice špalda | Triticum spelta (L.)                          |                                        |                                                                               |                                                                                                 |                                 |
| Pšeníčko rozkladité | Milium effusum (L.)                           |                                        |                                                                               |                                                                                                 |                                 |
| Ptačí noha setá | Ornithopus sativus (Brot.)                    |                                        |                                                                               |                                                                                                 |                                 |
| Ptačí zob obecný | Ligustrum vulgare (L.)                        |                                        |                                                                               |                                                                                                 |                                 |
| Ptačinec kuřičkový (Ptačinec mokřadní) | Stellaria alsine (Murray)                     |                                        |                                                                               |                                                                                                 |                                 |
| Ptačinec žabinec | Stellaria media (L.) (Vill.)                  |                                        |                                                                               |                                                                                                 |                                 |
| Puchratka kadeřavá | Chondrus crispus (Linnaeus) (J.Stackhouse)    |                                        |                                                                               |                                                                                                 |                                 |
| Puchýřka útlá | Coleanthus subtilis (Tratt.) (Seidel) (Roem.) |                                        |                                                                               |                                                                                                 |                                 |
| Pumpava rozpuková | Erodium cicutarium (L.) (L'Hér.)              |                                        |                                                                               |                                                                                                 |                                 |
| Pupalka dvouletá | Oenothera biennis (L.)                        |                                        |                                                                               |                                                                                                 |                                 |
| Pupava bezlodyžná | Carlina acaulis (L.)                          |                                        |                                                                               |                                                                                                 |                                 |
| Pupava obecná | Carlina vulgaris (L.)                         |                                        |                                                                               |                                                                                                 |                                 |
| Pupavík srstnatý (máchelka pampeliškovitá) | Leontodon saxatilis (Lam.)                    |                                        |                                                                               |                                                                                                 |                                 |
| Pupečník asijský (centela asijská) | Centella asiatica (L.) (Urb.)                 | pupečníková nať                        | Centellae asiaticae herba                                                     |                                                                                                 |                                 |
| Pupečník obecný | Hydrocotyle vulgaris (L.)                     |                                        |                                                                               |                                                                                                 |                                 |
| Pupkovec jarní | Omphalodes verna (Moench)                     |                                        |                                                                               |                                                                                                 |                                 |
| Pustoryl obecný )pustoryl věncový) | Philadelphus coronarius (L.)                  |                                        |                                                                               |                                                                                                 |                                 |
| Pukléřka islandská | Cetraria islandica (L.) (Ach.)                | stélka                                 | Lichen islandicus                                                             |                                                                                                 |                                 |
| Puškvorec obecný (šišvorec, prskořen) | Acorus calamus (L.)                           | oddenek, silice, silice,sušený oddenek | Rhizoma calami, Etheroleum calami aethericum, Spiritus calami, Acorus calamus | posilující a povzbuzující prostředek, působí proti skrufulóze                                   |                                 |
| Pýr plazivý | Elymus repens (L.) (Gould)                    | oddenek                                | Graminis rhizoma                                                              |                                                                                                 |                                 |
| Pýreček alpský (suchopýrek alpský) | Trichophorum alpinum (L.) (Pers.)             |                                        |                                                                               |                                                                                                 | 1.Trichophorum alpinum          |